# Frédéric Couderc (saxophone)
 (octobre 2015).
Si vous disposez d'ouvrages ou d'articles de référence ou si vous connaissez des sites web de qualité traitant du thème abordé ici, merci de compléter l'article en donnant les références utiles à sa vérifiabilité et en les liant à la section « Notes et références ».
Frédéric Couderc est un saxophoniste né le 6 septembre 1970 à Arcachon ayant collaboré avec de nombreux musiciens tel Ray Charles, Wynton Marsalis, Claude Nougaro, Michel Legrand et d'autres. Il fait actuellement partie des orchestres suivants: Laurent Mignard Duke Orchestra, Fred Pallem et le Sacre du Tympan, Tony Chasseur Mizikopeyi Big Band, Artaud , Les Hoozee foozee, etc.

## Biographie
Après des études musicales à La Teste de Buch et au conservatoire de Bordeaux, Frédéric Couderc étudie au Conservatoire national supérieur de musique de Paris dans la classe de Jazz de François Jeanneau. A la recherche de nouveaux timbres et de sonorités, ce poly-instrumentiste joue de tous les saxophones mais aussi les flûtes, les clarinettes, du taragot, du cor anglais et de l'ewi. Certains de ses saxophones sont rares et peu utilisés (soprano en ut et mezzo-soprano en fa ); "le Coudophone" (C-melody droit) est un instrument unique au monde créé pour lui par RV Martin. Il rendra hommage en 2007 à Roland Kirk dans son disque "Kirkophonie" jouant de deux ou trois saxophones simultanément.
En 2011, sort son troisième album "Coudophonie" et présente un travail sur les textures sonores et les mélanges de timbres. Il est accompagné sur cet album du batteur André Ceccarelli.
En 2015, Frédéric Couderc tourne avec son spectacle jeune public les Vacances de Mr Sax, dans lequel une famille de saxophones part à la découverte du monde. Ils rencontreront leurs cousins et se feront de nouveaux amis grâce à la musique.
En 2020, il joue l'intro et l'outro de la chanson "Celui d'en bas" de Calogero sur son album Centre Ville.

## Discographie

### Frederic Couderc quartet
- Coudophonie (2011)
- Kirkophonie (2007)
- Quartet (2000)

### Autres artistes
- Laurent Mignard Duke Orchestra "Ellington French Touch" "Battle Royal"
- Paris jazz big band "A suivre" "Mediterraneo" "Paris 24H" "the Big Live" "Source"
- Florence Davis "French Songs"
- Orchestre National de Jazz "Sequences" "Deep Feeling"
- OLH acoustic "Une vie sans lune" "G. meets K."
- Michel Pastre Big Band "To prez and count"
- Stan Laferriere "Il fait toujours beau"
- Charles Aznavour "Je voyage"
- Patrick Bruel "Entre deux" "Entre deux live à l'Olympia" "Lequel de nous"
- Jean-Louis Aubert "Roc eclair" "Clarika" "Joker" "Moi en mieux"
- Dany Brillant "Casino"
- Abd al Malik "Gibraltar" "Dante"
- Jane Birkin "Rendez vous"
- Feist "Let it die"
- Micky Green "White Tee Shirt"
- Jérôme Etcheberry "Jazz river"
- Fred Dupin "1012 Orleans street"
- Guillaume Nouaux "Ostreicole stomp"
- Dédé Fourez "Lo port"
- Paul Staicu "Valah"
- Didier Ballan "Munduk"
- Le Sacre du Tympan "le Retour"
- Sanseverino "Exactement"
- Artaud "la Tour Unvisible" "Music from Early Times"
- Mizikopéy Big Band "de Racines et d'Influences" "Ka wouvé zel li" "Saxophone Extrême"
- Stephane Seva "To franck and Ray"
- Sixun "Palabre"
- China Moses "This ones for Dinah"

## Sources
Biographie France Musique
Page Julius Keilwerth